# Март 2012 года

Список событий марта 2012 года.

## События
- 1 марта
  - Сирийская армия взяла под контроль район Баба-Амр, где на протяжении более чем полугода происходили беспорядки и обстрел жилых кварталов[1].
  - Президент Гаити Мишель Мартейи предложил министру иностранных дел Лорану Ламоту стать премьер-министром и сформировать новое правительство[2].
  - В Хельсинки состоялась инаугурация нового президента Финляндии Саули Нийнистё[3].
  - Уровень безработицы в еврозоне достиг 14-летнего максимума в 10,7 %[4].
  - В ходе массовых акций протеста против главы исполнительной власти Азербайджана Рауфа Хабибова в городе Губа арестованы 22 активиста[5].
  - В Роккарасо (Италия) стартовал чемпионат мира по горнолыжному спорту среди юниоров[6].
  - В Рупольдинге (Германия) стартовал чемпионат мира по биатлону[7].

- 2 марта
  - Страны Евросоюза на саммите в Брюсселе единогласно приняли решение предоставить Сербии статус кандидата в члены ЕС[8].
  - Началось публичное бета-тестирование новой операционной системы корпорации Microsoft Windows 8[9].
  - В Иране состоялся первый тур выборов депутатов парламента[10][11].
  - Бывший премьер-министр австралийского штата Новый Южный Уэльс Боб Карр назначен министром иностранных дел Австралии[12].
  - Депутаты Верховного Хурала Республики Тува утвердили Шолбана Кара-оола в должности главы Республики на второй срок[13].
  - Правительство Японии приняло решение отказаться от использования термина «незаконная оккупация» по отношению к российским Южным Курилам[14].
  - Не менее 27 человек погибли в результате серии мощных торнадо, обрушившихся на американские штаты Индиана, Кентукки и Огайо[15].

- 3 марта
  - Столкновение поездов в Польше. Погибли 16 человек, 54 пострадало[16].
  - Международные рейтинговые агентства Moody’s и Standard & Poor's понизили долгосрочный кредитный рейтинг Греции до самых низких уровней «C» и «SD» соответственно в связи с высоким риском дефолта[17].
  - British Petroleum объявил о заключении досудебной сделки по делу о разливе нефти в Мексиканском заливе, вызванного аварией на буровой платформе Deepwater Horizon в апреле 2010 года, в рамках которой компания выплатит пострадавшим компенсацию в размере 7,8 млрд долларов[18].
  - Украинский боксёр Владимир Кличко одержал победу нокаутом над французом Жан-Марком Мормеком и защитил титул чемпиона мира в супертяжёлом весе по версиям IBF, WBO и WBA[19].

- 4 марта
  - В Российской Федерации прошли президентские выборы. Владимир Путин избран на третий президентский срок, получив 63,97 % голосов[20]. Впервые глава государства избран на шестилетний срок[21][22]. На выборах зафиксировано множество нарушений[23].
  - По меньшей мере 36 человек погибли в результате серии из 90 мощных торнадо, обрушившихся на американские штаты Индиана, Кентукки, Огайо и Алабама. Ведутся поиски пострадавших и спасательные работы[24].
  - В результате пожара на складе боеприпасов произошла серия взрывов в столице Республики Конго городе Браззавиль. Погибло около 300 человек, ещё 1500 человек ранено; уничтожено и повреждено значительное количество зданий[25][26].

- 5 марта
  - В России прошли митинги протеста против фальсификаций на президентских выборах. В Москве свыше 20 тысяч человек вышли на согласованный митинг на Пушкинской площади, где было объявлено о начале бессрочной акции протеста. После окончания митинга несколько тысяч человек отказались расходиться и были разогнаны ОМОНом. Среди задержанных — Алексей Навальный, Илья Яшин, Евгения Чирикова. Также была разогнана несогласованная акция «Другой России» на Лубянской площади. По данным полиции, всего в Москве задержано около 250 человек. В Петербурге задержано около 300 участников несогласованного митинга на Исаакиевской площади[27].

- 6 марта
  - Супервторник в США. Бывший губернатор Массачусетса Митт Ромни выиграл праймериз в пяти штатах из десяти, подтвердив лидерство во внутрипартийной предвыборной гонке у республиканцев[28].
  - Правительство Японии занесло в разряд государственной собственности 23 необитаемых острова для определения границ эксклюзивной экономической зоны страны, в том числе острова Сенкаку в Восточно-Китайском море, на которые претендует Китай[29].
  - Подал в отставку премьер-министр ДР Конго Адольф Музито. Исполняющим обязанности главы правительства стал вице-премьер Луи Альфонс Кояджало[30].
  - Самый богатый нефтью район Ливии, Киренаика, объявил о создании автономии[31].
  - Жертвами мощного тропического шторма «Ирина», обрушившегося на Мадагаскар, стали 65 человек[32].
  - В области Дарваз на северо-востоке Афганистана лавина уничтожила деревню. Погибло 37 человек, до 300 пропали без вести[33].
  - В Белграде стартовал чемпионат Европы по борьбе[34].
  - Российские СМИ опубликовали доклад Национальной академии наук США, подтверждающий падение метеорита в Мексике 13 тыс. лет назад. Это делает убедительной гипотезу о метеоритной причине резкого окончания последнего ледникового периода и массового вымирания фауны.[35][36]
  - Совершён террористический акт в дагестанском селе Карабудахкент. Террористка-смертница, приблизившись к контрольно-заградительному пункту полиции, привела в действие взрывное устройство. Погибло шесть человек (пять сотрудников полиции и сама злоумышленница), двое ранено[37].
  - Пропавшая без вести 1 марта 29-летняя английская актриса Джемма МакКласки найдена убитой[38].

- 7 марта
  - Центризбирком РФ объявил окончательные итоги президентских выборов и признал Владимира Путина избранным главой государства[39].
  - В Белизе прошли парламентские выборы. Правящая Объединённая демократическая партия одержала победу, получив 17 из 31 места в парламенте[40].
  - Жертвами двойного теракта в центре города Талль-Афар на севере Ирака стали 14 человек, ещё более 20 получили ранения[41].
  - Компания Apple представила новое поколение планшетных компьютеров iPad[42].

- 8 марта
  - Подало в отставку правительство Кот-д’Ивуара во главе с премьер-министром Гийомом Соро[43].
  - На Землю обрушилась сильнейшая за последние 5 лет магнитная буря[44].

- 9 марта
  - Парламент Хорватии ратифицировал договор о вступлении в Евросоюз[45].
  - В Стамбуле стартовал зимний чемпионат мира по лёгкой атлетике[46].

- 10 марта
  - Председателем Президиума Боснии и Герцеговины стал Бакир Изетбегович[47].
  - Первый тур парламентских выборов в Абхазии. Избраны 13 из 35 депутатов Народного собрания[48].
  - В Словакии прошли досрочные парламентские выборы[49]. По предварительным данным, лидирует социал-демократическая партия Smer-SD[50].
  - На 13-м съезде Республиканской партии Армении её председателем переизбран президент Армении Серж Саргсян[51].
  - Израиль нанёс по территории сектора Газа три ответных авиаудара, жертвами которых стали как минимум 10 человек[52].

- 11 марта
  - В Сальвадоре прошли парламентские выборы. По предварительным данным с незначительным преимуществом победил оппозиционный Националистический республиканский союз[53].
  - Американский военнослужащий в провинции Кандагар открыл огонь по мирным афганцам и убил 16 человек, в том числе девять детей[54].
  - Палеонтологи оценили возраст древнейшего обнаруженного ископаемого животного со скелетом Coronacollina acula в 550—560 млн лет[55].

- 12 марта
  - Власти Сирии согласились с планом мирного урегулирования ситуации в стране, предложенным главами министерств иностранных дел России и Лиги арабских государств[56].

- 13 марта
  - Новым премьер-министром Кот-д'Ивуара назначен Жанно Ауссу-Куадио[57].
  - 114 человек погибли и 61 пропали без вести в результате крушения парома «Шариатпур-1» в юго-восточной части Бангладеш на реке Мегхна[58].
  - В Швейцарии разбился автобус с детьми, ехавшими с отдыха домой, в Бельгию. 28 человек погибли, среди них 22 ребёнка[59].
  - Encyclopædia Britannica, старейшая англоязычная энциклопедия, выходившая в течение 244 лет, отказалась от выпуска бумажных изданий энциклопедии в 32 томах и полностью переходит на мультимедийный формат[60].

- 14 марта
  - Международный уголовный суд в Гааге признал лидера конголезских повстанцев Томаса Лубангу виновным в вербовке в боевые подразделения детей[61].
  - Италия и Саудовская Аравия закрыли свои посольства в Дамаске и приостановили дипломатические отношения с Сирией[62][63].
  - Перу и Соломоновы Острова установили дипломатические отношения[64].

- 15 марта
  - В Китае из-за политических разногласий был отправлен в отставку популярный политик, член политбюро ЦК Компартии Китая Бо Силай[65].
  - Вступило в силу соглашение о свободной торговле между Южной Кореей и США, в Сеуле начались массовые выступления против этого соглашения и в его поддержку[66].
  - Литва и Уганда установили дипломатические отношения[67].

- 16 марта
  - Страны Персидского залива отозвали послов из Сирии[68]
  - Владимир Миклушевский наделён полномочиями губернатора Приморского края[69].
  - В Белоруссии приведены в исполнение смертные приговоры организаторам теракта в минском метро в 2011 году Дмитрию Коновалову и Владиславу Ковалёву.[70]
  - Выборы президента Молдовы[71]. Президентом избран кандидат от правящей коалиции «Альянс за европейскую интеграцию» Николай Тимофти[72].
  - Страны-участницы ССАГПЗ приняли решение закрыть свои посольства в Дамаске[73].
  - Армения и Тувалу установили дипломатические отношения[74].
  - Австрийский спортсмен Феликс Баумгартнер совершил прыжок с парашютом из стратосферы с аэростата с высоты 22 километра[75].

- 17 марта
  - На Австралию обрушился сильнейший тропический циклон «Луа»[76].
  - В Летбридже (Канада) стартовал чемпионат мира по кёрлингу[77].
  - В Восточном Тиморе состоялся первый тур президентских выборов. Во второй тур вышли председатель партии ФРЕТИЛИН Франсишку Гутерриш и генерал Жозе Мариа ди Васконселош[78].
  - В Каире (Египет) скончался патриарх Коптской православной церкви Шенуда III[79].

- 18 марта
  - Король Тонга Джордж Тупоу V скончался в одной из больниц Гонконга[80].
  - У телецентра «Останкино» прошла несанкционированная акция граждан против обличающего документального фильма телеканала НТВ. Задержано около 100 человек, в том числе Борис Немцов и Сергей Удальцов[81].
  - В Гвинее-Бисау состоялся первый тур досрочных президентских выборов. Во второй тур прошли бывший премьер-министр Карлуш Гомеш и бывший президент Кумба Яла[82][83].
  - Бывший пастор Йоахим Гаук избран новым президентом Германии[84].
  - Новым председателем Всегреческого социалистического движения (ПАСОК) избран министр финансов Греции Евангелос Венизелос[85].

- 19 марта
  - Финляндия закрыла своё посольство в Сирии[86].
  - Бывший министр МВД Якутии Яков Стахов объявлен в международный розыск[87].
  - В США Митт Ромни победил на праймериз республиканцев в Пуэрто-Рико[88].
  - Обстрел еврейской школы в Тулузе, погибло 4 человека, из них — 3 детей, один 17-летний подросток тяжело ранен[89]. На Юге Франции впервые в истории объявлен максимальный уровень угрозы терроризма[90].
  - В Дамаске в районе аль-Мезде произошли ожесточённые бои между правительственными войсками, верными президенту Башару Асаду, и подразделениями «Свободной сирийской армии». Около 80 солдат убиты, более 200 ранены[91].
  - В Ульяновске прошёл митинг против создания в ульяновском аэропорту «Восточный» транзитно-перевалочного пункта НАТО[92].

- 20 марта
  - Землетрясение магнитудой 7,4 произошло около границы мексиканского штата Герреро и Оахака[93].
  - КНДР пригласила в страну инспекторов МАГАТЭ[94].
  - В результате серии взрывов в восьми иракских городах погибли 46 человек и более 200 ранены[95].

- 21 марта
  - Совет безопасности ООН поддержал план Кофи Аннана по Сирии[96]
  - В Мали произошёл государственный переворот. Президентский дворец захвачен военными, арестованы несколько высокопоставленных чиновников, в том числе министр иностранных дел. Приостановлено действие конституции, распущен местный парламент. Президент Амаду Тумани Туре попросил убежища в посольстве США[97][98].
  - В Тулузе прошла спецоперация по задержанию подозреваемого в убийстве 7 человек. После суток безуспешных переговоров «тулузский стрелок» убит во время штурма[99][100].
  - Абелевская премия была присуждена венгерскому математику Эндре Семереди «за его фундаментальный вклад в дискретную математику и теорию информатики…»[101].
  - Эстония и Науру установили дипломатические отношения[102].

- 22 марта
  - Ирландия официально погрузилась в экономическую рецессию[англ.][103].

- 23 марта
  - В Риме впервые в международной практике начался суд над пиратами[104].
  - Армия Сирии штурмовала город Бинниш[105].
  - Генсек ООН Пан Ги Мун потребовал возобновить действие конституции Мали[106].
  - Евросоюз отказал в финансовой помощи Мали[107].
  - В Пекине открылся Год российского туризма в Китае[108].
  - Вступил в должность новоизбранный президент Молдавии Николай Тимофти[109].
  - Новый президент Германии Йоахим Гаук официально вступил в должность[110].
  - Президент Дмитрий Медведев досрочно освободил от должности главу Саратовской области Павла Ипатова. Временно исполняющим обязанности губернатора назначен Валерий Радаев[111].
  - Ирак и Ливия восстановили дипломатические отношения, разорванные в 2003 году[112].
  - К МКС отправился третий грузовой корабль Европейского космического агентства ATV-3 Эдоардо Амальди[113].

- 24 марта
  - Второй тур парламентских выборов в Абхазии[114].
  - Совет Европы призвал к срочному проведению выборов в Мали[115].
  - В штате Луизиана (США) прошёл праймериз республиканцев[116].

- 25 марта
  - В Египте задержаны 15 зачинщиков беспорядков в Порт-Саиде[117].
  - Спутник связи США Intelsat отделился от российского Протона[118].
  - Обломки спутника «Экспресс-АМ4» затонули в Тихом океане[119].
  - Финансист Консервативной партии Великобритании Питер Круддас ушёл в отставку из-за скандала[120].
  - В Южной Осетии прошли повторные президентские выборы[121]. Во второй тур вышли бывший глава местного КГБ Леонид Тибилов и уполномоченный по правам человека республики Давид Санакоев[122].
  - В Сенегале прошёл второй тур президентских выборов.[123]. Президентом избран лидер оппозиции Маки Саль[124].
  - В Карачаевском и Малокарачаевском районах Карачаево-Черкесии введён режим КТО[125].
- 26 марта
  - Пираты захватили иранский сухогруз у берегов Мальдив с 23 членами экипажа[126].
  - На платформе Total в Северном море произошла утечка природного газа[127].
  - В Кении обнаружено первое месторождение нефти[128].
  - В Италии простились с поэтом и художником Тонино Гуэррой[129].
  - В Сеуле начался двухдневный саммит по ядерной безопасности[англ.][130].
  - Столкновения[англ.] между вооружёнными силами Судана и Южного Судана произошли в нескольких спорных приграничных районах[131].
  - Турция и Норвегия закрыли свои посольства в Сирии[132]
  - В Ницце (Франция) стартовал чемпионат мира по фигурному катанию[133].
  - Второе в истории погружение на дно Марианской впадины совершил голливудский режиссёр Джеймс Кэмерон на специально разработанном батискафе Deepsea Challenger[134].
  - Золото чемпионата мира по кёрлингу завоевала команда Швейцарии, победив в финале соперниц из Швеции[135].
- 27 марта
  - В Санкт-Петербурге в особняке Нарышкиных (ул. Чайковского, 29) найден самый крупный в истории Петербурга клад[136].
  - В Забайкалье введён режим чрезвычайной ситуации с связи с лесными пожарами[137]
  - Доминику Стросс-Кану предъявлены обвинения в участии в сутенёрстве[138]
  - Военная хунта Мали издала документ, призванный служить временной конституцией на переходный период. Он заменит прежнюю конституцию, чьё действие приостановлено[139][140].
  - Руководство Сирии согласилось с планом мирного урегулирования, предложенным спецпредставителем ООН Кофи Аннаном[141].
  - Новым лидером израильской оппозиционной партии «Кадима» избран бывший министр обороны Шауль Мофаз[142].
  - Израиль разорвал отношения с Советом ООН по правам человека[143].
  - На Кубу с визитом прибыл папа римский Бенедикт XVI[144].
- 28 марта
  - Заместителем секретаря Совета безопасности РФ назначен Евгений Лукьянов[145].
  - Индонезия и Ботсвана установили дипломатические отношения[146].
  - Ученые открыли самую удалённую чёрную дыру звездной массы[147].
- 29 марта
  - Total определила место утечки газа с платформы Elgin[148].
  - Бельгия закрыла посольство в Сирии[149].
  - В Москве открылся памятник Мстиславу Ростроповичу[150].
  - В Багдаде открылся 24-й саммит ЛАГ[151].
  - В Багдаде в районе проведения саммита ЛАГ прогремел взрыв[152].
  - В Гамбии прошли парламентские выборы[153], абсолютное большинство голосов набрала правящая партия «Альянс за патриотическую переориентацию и созидание»[154].
  - В Испании началась 24-часовая общенациональная забастовка[155].
  - В Нью-Дели завершился 4-й саммит БРИКС. Принято решение создать Банк развития БРИКС[156].
  - Министр обороны Швеции Стен Тольгфорс подал в отставку из-за скандала о военном сотрудничестве правительства с Саудовской Аравией[157].
  - Белоруссия и Нигер установили дипломатические отношения[158].
- 30 марта
  - В Японии 16 тыс. человек вернулись в зону эвакуации «Фукусима»[159].
  - Власти Испании одобрили бюджет на 2012 год[160].
  - Стрельба в школе на юге Финляндии. Преступник задержан , никто не пострадал[161].
  - Президент Маврикия Анируд Джагнот объявил о своей отставке с 31 марта. И. о. президента назначена вице-президент Моник Осан-Бельпо[162].
  - С космодрома Байконур запущена ракета-носитель Протон-К со спутником Минобороны РФ[163].
- 31 марта 
  - Тысячи людей на Фиджи покинули дома из-за наводнения.[164]
  - В США разыграли крупнейший джекпот в истории в $ 640 млн.[165]
  - Прокуратура потребовала для Виктора Бута пожизненного заключения[166].
  - Прошла международная акция Час Земли[167].
  - В результате трёх взрывов в городе Яла на юге Таиланда погибли 8 человек, более 70 получили ранения[168].
  - В Мали повстанцы-туареги вошли в главный город на северо-востоке страны Гао[169].